# Сент-Луис (округ, Миннесота)
Сент-Лу́ис (англ. St. Louis County) — округ в штате Миннесота, США. Административный центр и крупнейший город — Дулут. По оценочной переписи 2009 года в округе проживают 197 767 человек. Площадь — 17 767 км², из которых 16123,6 км² — суша, а 1643,4 км² — вода. Плотность населения составляет 12,44 чел./км².

## История
Округ был основан в 1855 году.